# Termes (släkte)
Termes är ett släkte av termiter. Termes ingår i familjen Termitidae.
Kladogram enligt Catalogue of Life:
| Termes | \| \| Termes hispaniolae \| \| \| \| \| \| Termes melindae \| \| \| \| \| \| Termes panamaensis \| \| \| \| |
|        | \| \| Termes hispaniolae \| \| \| \| \| \| Termes melindae \| \| \| \| \| \| Termes panamaensis \| \| \| \| |
|        | Amitermes                                                                                                   |
|        | |
|        | Anoplotermes                                                                                                |
|        | |
|        | Cahuallitermes                                                                                              |
|        | |
|        | Gnathamitermes                                                                                              |
|        | |
|        | Hoplotermes                                                                                                 |
|        | |
|        | Microcerotermes                                                                                             |
|        | |
|        | Nasutitermes                                                                                                |
|        | |
|        | Tenuirostritermes                                                                                           |
|        | |
|        | Termes hispaniolae                                                                                          |
|        | |
|        | Termes melindae                                                                                             |
|        | |
|        | Termes panamaensis                                                                                          |
|        | |

|  | Termes hispaniolae |
|  |                    |
|  | Termes melindae    |
|  |                    |
|  | Termes panamaensis |
|  |                    |